# Südwall

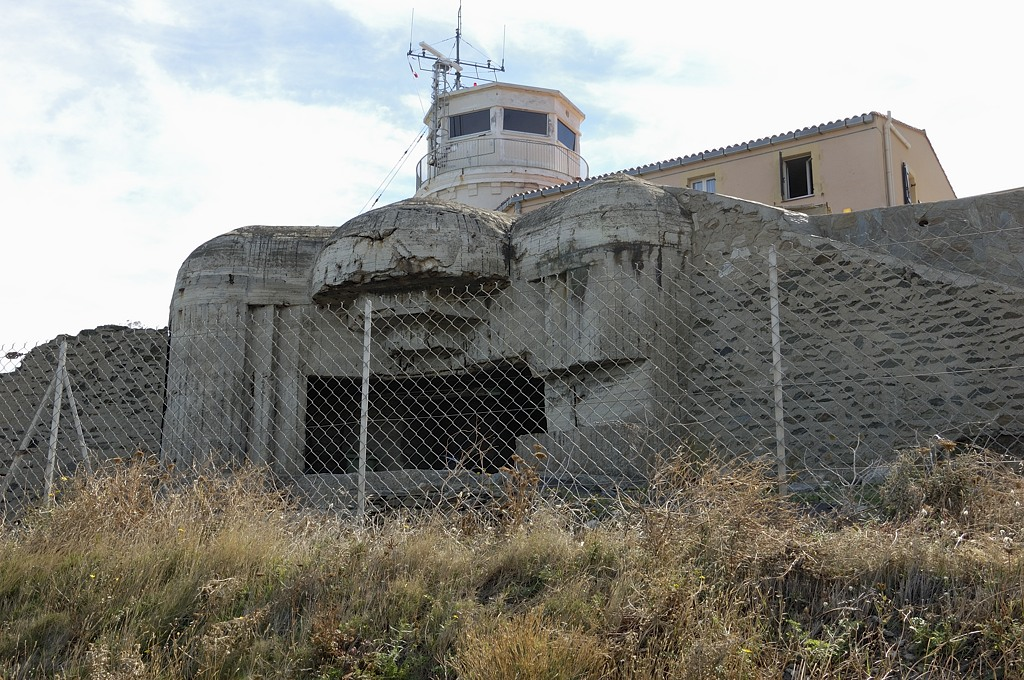
Cap Béar, Regelbau M272, Südwall

Der Südwall (auch Mittelmeerwall genannt) war ein Küstenverteidigungssystem, das vom Deutschen Reich während des Zweiten Weltkrieges (ab 1943) entlang der französischen Mittelmeerküste (von Cerbère nach Menton) errichtet wurde. Ziel war es, eine Invasion der Alliierten an diesem Küstenabschnitt zu verhindern (Operation Dragoon).  Die deutsche 19. Armee (Hauptquartier in Avignon) hatte sieben Küstenverteidigungsabschnitte (KVA) auf einer Länge von 864 Kilometern (französische Mittelmeerküste von der spanischen Grenze bis zur italienischen Grenze). Das AOK 19 umfasst folgende KVA:
- 19 KVA A / 271. ID : Port-Vendres, Collioure, Cap Leucate...
- 19 KVA B / 277. ID : Port-la-Nouvelle, Narbonne-Plage...
- 19 KVA C / 271. ID : Cap d’Agde, Sète...
- 19 KVA D / 338. ID : La Camargue
- 19 KVA E / 244. ID : Marseille
- 19 KVA F / 242. ID : Festung Toulon
- 19 KVA G / 148. RD: Cannes, Nizza

Zur Zeit der Landung der Alliierten in der Provence bestand die Verteidigungslinie aus etwa 500 fertigen Bunkern, während etwa 200 weitere noch im Bau waren.

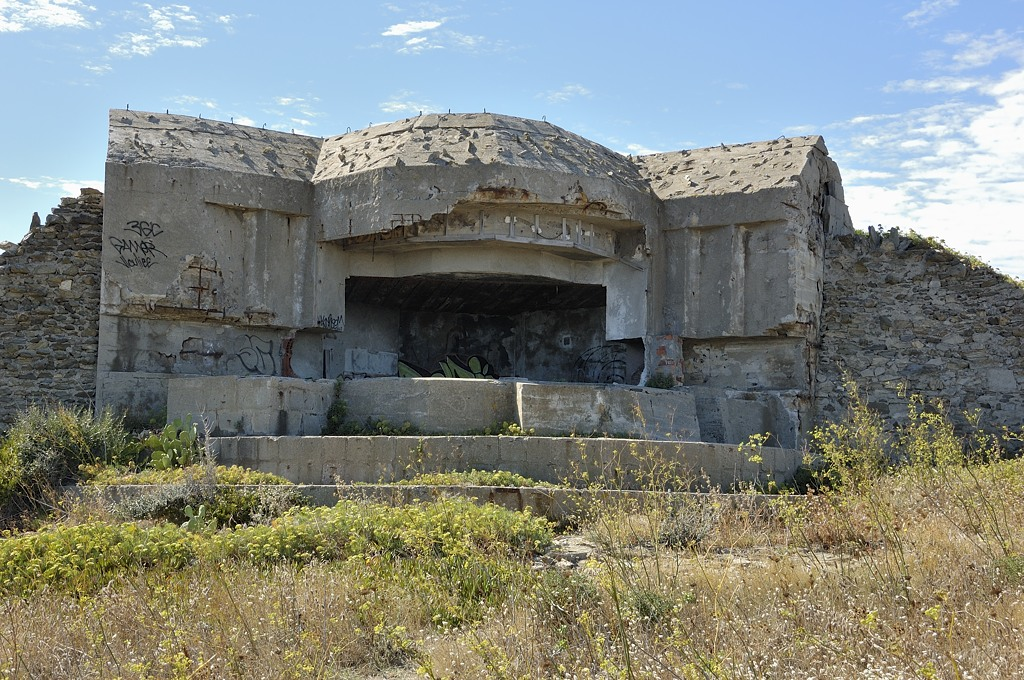
Batterie Karine, Regelbau M272 bei Port-Vendres
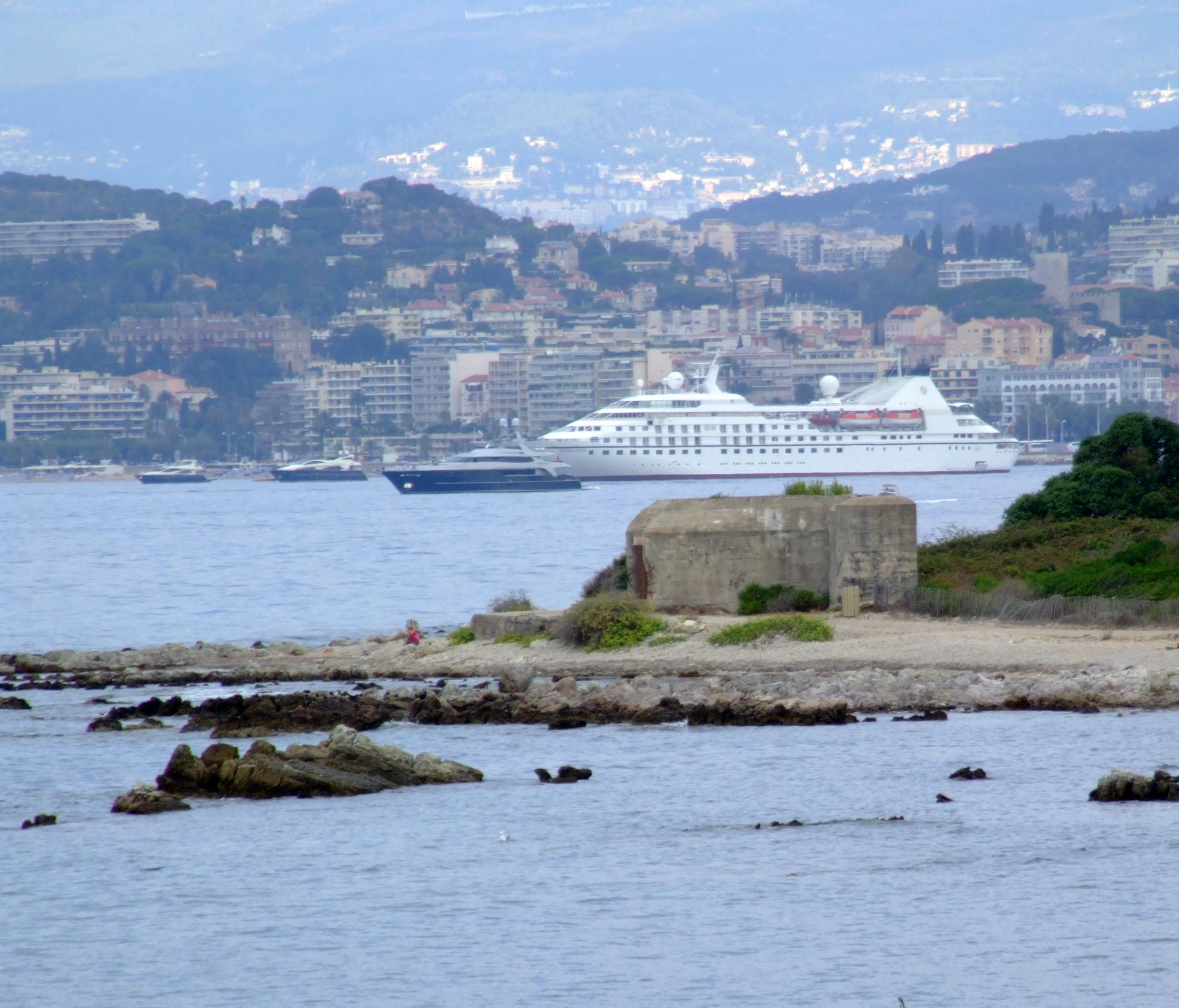
Blockhaus 2 auf Sainte-Marguerite
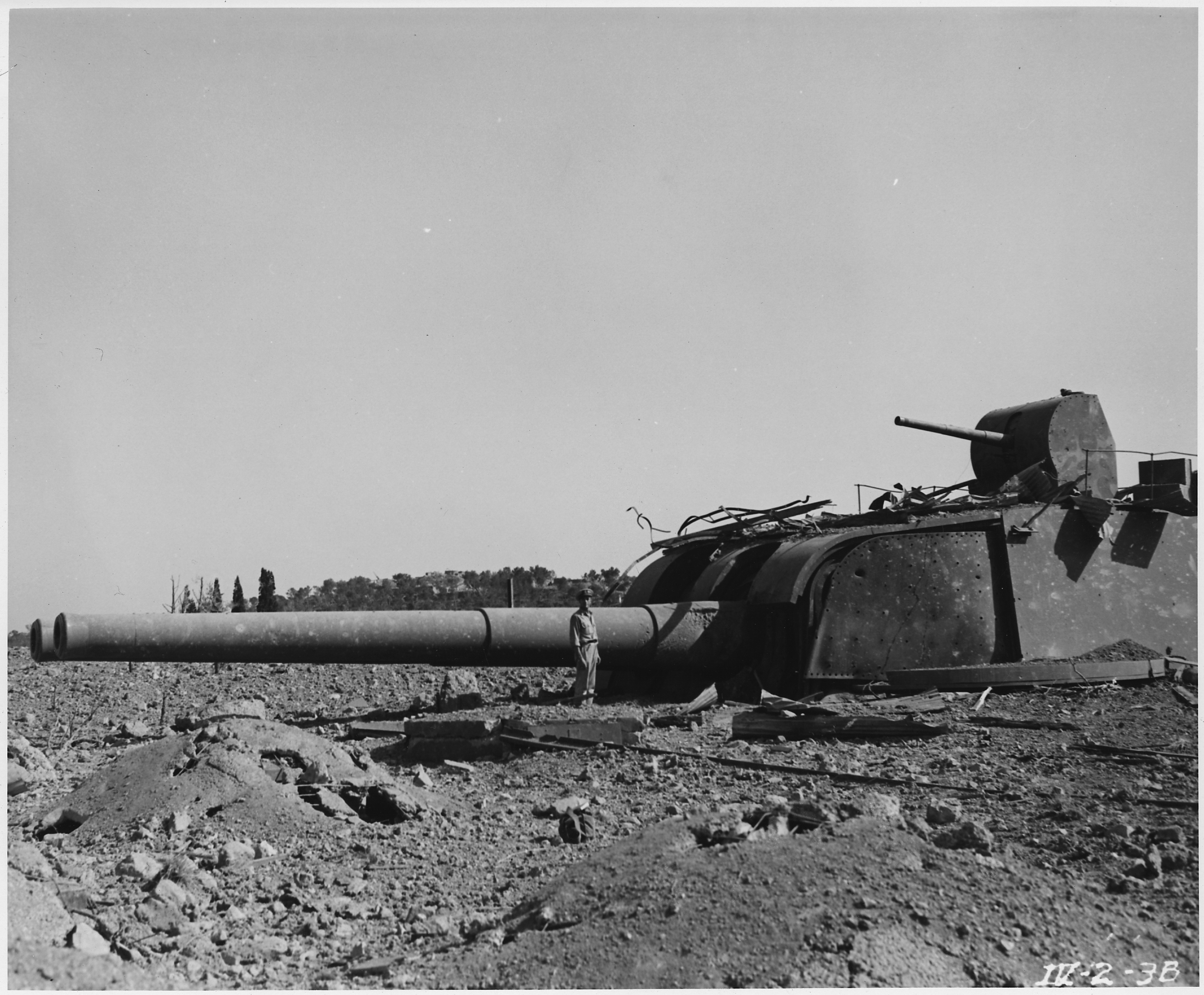
Schiffsgeschütz bei Toulon
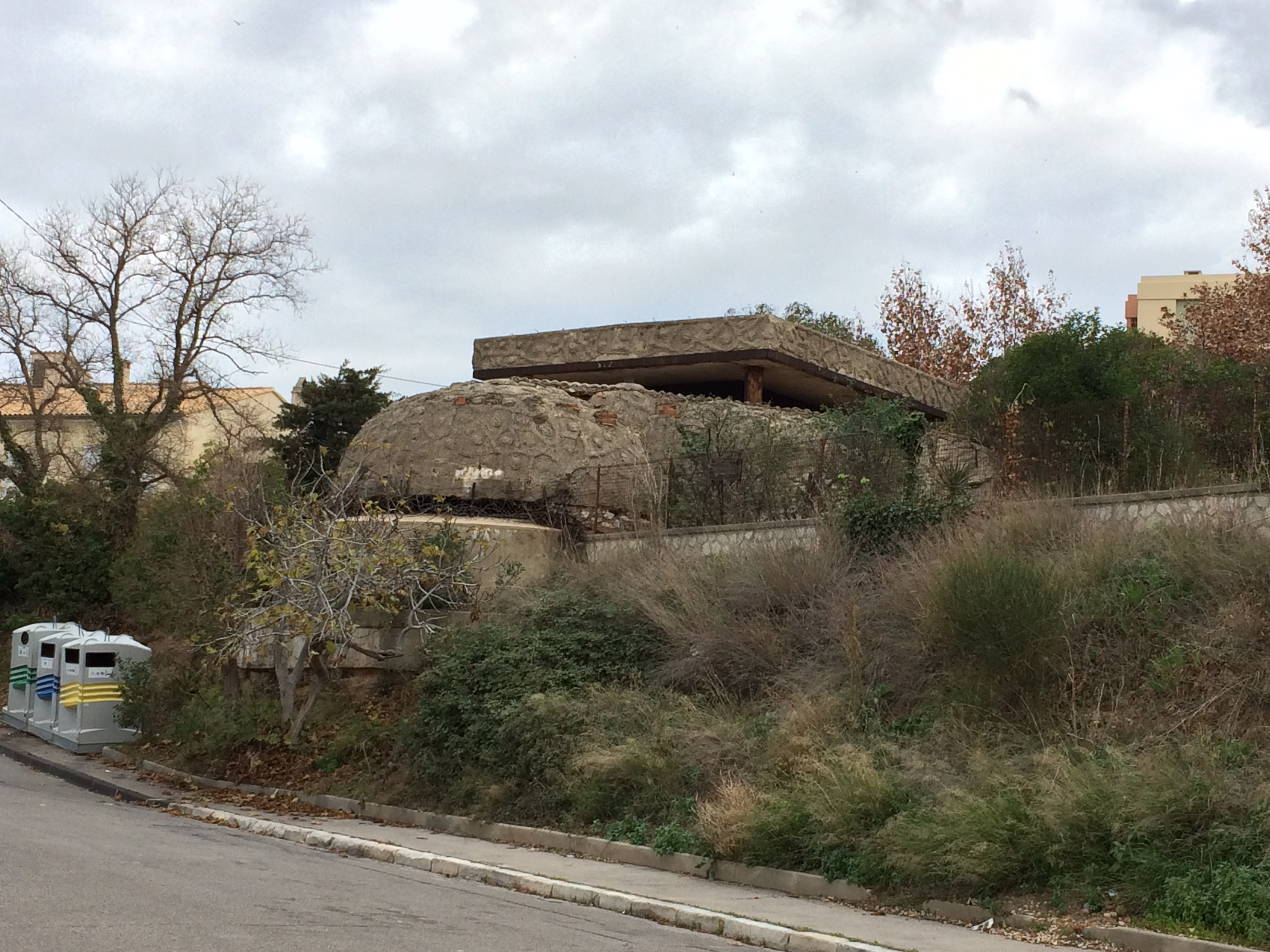
Bunker L’Estaque bei Marseille

An den Südwall schloss im Osten an der italienischen Grenze der an der ligurischen Küste errichtete Vallo Ligure (dt. Ligurischer Wall) an.